# Đại dịch COVID-19 tại Saint Kitts và Nevis
Đại dịch COVID-19 tại Saint Kitts và Nevis là một phần của đại dịch toàn cầu do virus corona 2019 (COVID-19) được xác nhận là đã xâm nhập Saint Kitts và Nevis vào ngày 24 tháng 3 năm 2020. Đến ngày 31 tháng 10 năm 2023, Saint Kitts và Nevis ghi nhận 6,607 ca nhiễm COVID-19 và 48 ca tử vong.

## Bối cảnh
Vào ngày 12 tháng 1 năm 2020, Tổ chức Y tế Thế giới (WHO) xác nhận rằng coronavirus mới là nguyên nhân gây ra bệnh đường hô hấp ở một nhóm người ở thành phố Vũ Hán, tỉnh Hồ Bắc, Trung Quốc và đã được báo cáo cho WHO vào ngày 31 tháng 12 năm 2019.
Tỷ lệ ca tử vong đối với COVID-19 thấp hơn nhiều so với đại dịch SARS năm 2003, nhưng tốc độ truyền bệnh cao hơn đáng kể cùng với tổng số người chết cũng đáng kể.

## Dòng thời gian
| COVID-19 tại Saint Kitts và Nevis () Tử vong Hồi phục Đang điều trị Thg 3Thg 4Thg 5Thg 6Thg 7Thg 8Thg 9Thg 10Thg 11Thg 1215 ngày gần nhất15 ngày gần nhất | COVID-19 tại Saint Kitts và Nevis () Tử vong Hồi phục Đang điều trị Thg 3Thg 4Thg 5Thg 6Thg 7Thg 8Thg 9Thg 10Thg 11Thg 1215 ngày gần nhất15 ngày gần nhất | COVID-19 tại Saint Kitts và Nevis () Tử vong Hồi phục Đang điều trị Thg 3Thg 4Thg 5Thg 6Thg 7Thg 8Thg 9Thg 10Thg 11Thg 1215 ngày gần nhất15 ngày gần nhất | COVID-19 tại Saint Kitts và Nevis () Tử vong Hồi phục Đang điều trị Thg 3Thg 4Thg 5Thg 6Thg 7Thg 8Thg 9Thg 10Thg 11Thg 1215 ngày gần nhất15 ngày gần nhất | COVID-19 tại Saint Kitts và Nevis () Tử vong Hồi phục Đang điều trị Thg 3Thg 4Thg 5Thg 6Thg 7Thg 8Thg 9Thg 10Thg 11Thg 1215 ngày gần nhất15 ngày gần nhất |
| --- | --- | --- | --- | --- |
| Ngày | Ngày | | Ca nhiễm | Ca nhiễm |
| 2020-03-27 | 2020-03-27 | | 2(=) | 2(=) |
| 2020-03-28 | 2020-03-28 | | 2(=) | 2(=) |
| 2020-03-29 | 2020-03-29 | | 7(+250%) | 7(+250%) |
| 2020-03-30 | 2020-03-30 | | 8(+43%) | 8(+43%) |
| ⋮ | ⋮ | | 8(=) | 8(=) |
| 2020-04-02 | 2020-04-02 | | 9(+13%) | 9(+13%) |
| 2020-04-03 | 2020-04-03 | | 9(=) | 9(=) |
| 2020-04-04 | 2020-04-04 | | 10(+11%) | 10(+11%) |
| 2020-04-05 | 2020-04-05 | | 10(=) | 10(=) |
| 2020-04-06 | 2020-04-06 | | 11(+10%) | 11(+10%) |
| ⋮ | ⋮ | | 11(=) | 11(=) |
| 2020-04-10 | 2020-04-10 | | 12(+9.1%) | 12(+9.1%) |
| ⋮ | ⋮ | | 12(=) | 12(=) |
| 2020-04-14 | 2020-04-14 | | 14(+17%) | 14(+17%) |
| ⋮ | ⋮ | | 14(=) | 14(=) |
| 2020-04-20 | 2020-04-20 | | 15(+9.4%) | 15(+9.4%) |
| 2020-04-21 | 2020-04-21 | | 15(=) | 15(=) |
| 2020-04-22 | 2020-04-22 | | 15(=) | 15(=) |
| 2020-04-23 | 2020-04-23 | | 15(=) | 15(=) |
| 2020-04-24 | 2020-04-24 | | 15(=) | 15(=) |
| 2020-04-25 | 2020-04-25 | | 15(=) | 15(=) |
| 2020-04-26 | 2020-04-26 | | 15(=) | 15(=) |
| 2020-04-27 | 2020-04-27 | | 15 | 15 |
| 2020-04-28 | 2020-04-28 | | 15(=) | 15(=) |
| ⋮ | ⋮ | | 15(=) | 15(=) |
| 2020-05-04 | 2020-05-04 | | 15(=) | 15(=) |
| 2020-05-05 | 2020-05-05 | | 15(=) | 15(=) |
| 2020-05-06 | 2020-05-06 | | 15 | 15 |
| 2020-05-07 | 2020-05-07 | | 15(=) | 15(=) |
| 2020-05-08 | 2020-05-08 | | 15(=) | 15(=) |
| 2020-05-09 | 2020-05-09 | | 15(=) | 15(=) |
| ⋮ | ⋮ | | 15(=) | 15(=) |
| 2020-05-19 | 2020-05-19 | | 15(=) | 15(=) |
| ⋮ | ⋮ | | 15(=) | 15(=) |
| 2020-06 | 2020-06 | | 15(=) | 15(=) |
| ⋮ | ⋮ | | 15(=) | 15(=) |
| 2020-07-04 | 2020-07-04 | | 16(+6.7%) | 16(+6.7%) |
| ⋮ | ⋮ | | 16(=) | 16(=) |
| 2020-07-09 | 2020-07-09 | | 17(+6.3%) | 17(+6.3%) |
| ⋮ | ⋮ | | 17(=) | 17(=) |
| 2020-07-29 | 2020-07-29 | | 17(=) | 17(=) |
| ⋮ | ⋮ | | 17(=) | 17(=) |
| 2020-08-10 | 2020-08-10 | | 17(=) | 17(=) |
| ⋮ | ⋮ | | 17(=) | 17(=) |
| 2020-09-21 | 2020-09-21 | | 19(+11.7%) | 19(+11.7%) |
| ⋮ | ⋮ | | 19(=) | 19(=) |
| 2020-10-07 | 2020-10-07 | | 19(=) | 19(=) |
| ⋮ | ⋮ | | 19(=) | 19(=) |
| 2020-11-22 | 2020-11-22 | | 20(+5.2%) | 20(+5.2%) |
| 2020-11-23 | 2020-11-23 | | 20(=) | 20(=) |
| 2020-11-24 | 2020-11-24 | | 22(+10%) | 22(+10%) |
| ⋮ | ⋮ | | 22(=) | 22(=) |
| 2020-12-05 | 2020-12-05 | | 25(+13.6%) | 25(+13.6%) |
| ⋮ | ⋮ | | 25(=) | 25(=) |
| 2020-12-10 | 2020-12-10 | | 26(+4%) | 26(+4%) |
| 2020-12-11 | 2020-12-11 | | 27(+3.8%) | 27(+3.8%) |
| ⋮ | ⋮ | | 27(=) | 27(=) |
| 2020-12-14 | 2020-12-14 | | 28(+3.7%) | 28(+3.7%) |
| ⋮ | ⋮ | | 28(=) | 28(=) |
| 2020-12-17 | 2020-12-17 | | 28(=) | 28(=) |
| 2020-12-18 | 2020-12-18 | | 30(+7.1%) | 30(+7.1%) |
| ⋮ | ⋮ | | 30(=) | 30(=) |
| 2020-12-21 | 2020-12-21 | | 30(=) | 30(=) |
| ⋮ | ⋮ | | 30(=) | 30(=) |
| 2020-12-24 | 2020-12-24 | | 30(=) | 30(=) |
| ⋮ | ⋮ | | 30(=) | 30(=) |
| 2020-12-27 | 2020-12-27 | | 32(+6.7%) | 32(+6.7%) |
| Nguồn dữ liệu lấy từ Báo cáo hàng ngày COVID-19 @ gov.kn và Worldometer                                                                                   | | | | |

### Tháng 3 năm 2020
Vào ngày 24 tháng 3 năm 2020, một nam 21 tuổi và một nữ 57 tuổi đến liên bang từ Thành phố New York đã trở thành hai trường hợp đầu tiên được xác nhận mắc COVID-19 . Cả hai đều mang quốc tịch St Kitts và Nevis.
Vào ngày 28 tháng 3 năm 2020, St Kitts và Nevis đã ghi nhận thêm 5 trường hợp nhiễm COVID-19, nâng tổng số trường hợp được xác nhận lên 7. "Những trường hợp này liên quan đến 3 phụ nữ và 2 nam giới, tất cả đều là công dân của St Kitts và Nevis. Các bệnh nhân nữ là 10 tháng, 24 tuổi và 36 tuổi, trong khi hai bệnh nhân nam 29 tuổi và 39 tuổi", Bộ trưởng Ngoại giao phụ trách Y tế, Thượng nghị sĩ danh dự Wendy Phipps cho biết. Bà cho biết cả năm trường hợp này đều liên quan đến du lịch "có nghĩa là đây là các trường hợp nhập cảnh vào Liên bang". "Quyết định này được đưa ra dựa trên lịch sử du lịch của bệnh nhân đến St Maarten và Antigua trong thời gian từ ngày 6 đến ngày 13 tháng 3 năm 2020", Bộ trưởng Y tế cho biết.
Vào ngày 29 tháng 3, St Kitts và Nevis đã ghi nhận thêm 1 trường hợp COVID-19 nâng tổng số trường hợp được xác nhận lên 8. Bộ trưởng Ngoại giao phụ trách Y tế, Thượng nghị sĩ danh dự Wendy Phipps tiết lộ rằng "Bệnh nhân là một phụ nữ 51 tuổi, là công dân của St Kitts và Nevis và cư trú tại Nevis".
Vào ngày 31 tháng 3, lệnh phong tỏa hoàn toàn có hiệu lực. Từ 19:00 ngày 31 tháng 3 đến 06:00 ngày 3 tháng 4 là giờ giới nghiêm. Việc phong tỏa sau đó đã được kéo dài đến 07:00 ngày 9 tháng 4, và tiếp tục kéo dài đến ngày 18 tháng 4 khi đó 2 ngày đóng cửa một phần để mua hàng hóa thiết yếu. Việc phong tỏa một lần nữa được kéo dài đến ngày 25 tháng 4.

### Tháng 4 năm 2020
Vào ngày 1 tháng 4, ca thứ 9 đã được báo cáo. Bệnh nhân là công dân của St Kitts và Nevis và cư trú tại Nevis, "Sen Phipps thông báo với cả nước vào lúc 3h chiều.
Vào ngày 4 tháng 4, St. Kitts và Nevis đã ghi nhận thêm 1 trường hợp nữa mắc COVID-19. Bộ trưởng Bộ Y tế, Thượng nghị sĩ Wendy Phipps thông báo đã nâng tổng số trường hợp được xác nhận lên con số 10. Bệnh nhân là một phụ nữ 66 tuổi, là công dân của St. Kitts và Nevis và cư trú tại Nevis.
Vào ngày 6 tháng 4, Bộ Y tế Liên bang ở St. Kitts và Nevis hôm nay xác nhận rằng vào lúc 12:29 chiều thứ Hai, ngày 6 tháng 4 năm 2020 đã có thêm 1 trường hợp dương tính với COVID-19 được xác nhận. Điều này nâng tổng số ca lên 11. Trường hợp mới nhất là một nam công dân 35 tuổi cư trú tại Nevis. Cho đến nay có 4 trường hợp nhiễm virus corona tại Nevis và 7 trường hợp tại St. Kitts.
Vào ngày 10 tháng 4, Bộ trưởng Bộ Ngoại giao chịu trách nhiệm về Y tế, Thượng nghị sĩ Wendy Phipps, đã tiết lộ "Chúng tôi hiện có 12 người dương tính được xác nhận. Ca thứ 12 là công dân Ấn Độ, 21 tuổi đã tiếp xúc trực tiếp với một trường hợp đã được thông báo trước đó. "Người này đã được đưa vào diện cách ly kể từ ngày 29 tháng 3 sau khi được truy vết và là F1 và được lấy mẫu để xét nghiệm."
Vào ngày 14 tháng 4, St. Kitts và Nevis ghi nhận thêm 2 trường hợp nhiễm COVID-19, nâng tổng số trường hợp được xác nhận lên 14 kể từ trường hợp đầu tiên được báo cáo vào 25 tháng 3. Tất cả 14 trường hợp đang được cách ly nghiêm ngặt. Ngoài ra, khoảng 111 người đã được cách ly tại nhà. Trong khi 234 người đã được kiểm tra, 187 người có kết quả âm tính và kết quả của 33 người vẫn đang chờ xử lý tại thời điểm này. Mười trường hợp nằm ở Saint Kitts và 4 trường hợp ở Nevis.
Vào ngày 27 tháng 4, vào thứ Hai, thứ Ba và thứ Sáu, mọi người được phép ra khỏi nhà để đi làm các việc trọng yếu trong khoảng thời gian từ 06:00 đến 19:00. Đeo khẩu trang là bắt buộc.

### Tháng 5 năm 2020
Vào ngày 3 tháng 5, có báo cáo rằng 2.000 người đã nhận được trợ cấp từ Quỹ Cứu trợ Khẩn cấp COVID-19. Những người không đủ điều kiện trong tháng 4 vẫn sẽ được hưởng lợi.
Vào ngày 8 tháng 5, có thông báo nói rằng sẽ có giới nghiêm 24 giờ vào thứ Bảy ngày 9 tháng 5 và Chủ nhật ngày 10 tháng 5.
Đến ngày 19 tháng 5, tất cả các trường hợp đã hồi phục.

### Tháng 7 năm 2020
Vào ngày 4 tháng 7 năm 2020, một trường hợp mới được ghi nhận là một công dân đã trở về từ Washington, D.C. vào ngày 19 tháng 6.

### Tháng 8 năm 2020
Vào ngày 10 tháng 8 năm 2020, ca cách ly cuối cùng đã phục hồi và không có trường hợp nào còn đang phải chữa trị.

## Các biện pháp
- Tất cả sân bay và bến cảng đều đóng cửa.[26]
- Tất cả các trường học đều đóng cửa.[26]
- Giờ giới nghiêm đã được thiết lập.[26] Kể từ ngày 27 tháng 4, có mở một phần giới nghiêm với các trường hợp ngoại lệ có giới hạn cho các hoạt động thiết yếu.[21]
- Bắt buộc phải đeo khẩu trang.[26]
- Tất cả các doanh nghiệp không thiết yếu đều bị đóng cửa.[26] Từ ngày 11 tháng 5 trở đi, các doanh nghiệp sẽ bị giới hạn một ngày hoạt động. Kể từ ngày 18 tháng 5, gia hạn thành 5 ngày.[23]
- Hạn chế các hoạt động xã hội.[26]
- Đình chỉ giấy phép kinh doanh rượu.[26]